# Aenictus soudanicus
Aenictus soudanicus é uma espécie de formiga do gênero Aenictus.